# Muszarka białogardła
Muszarka białogardła (Myiagra inquieta) – gatunek małego ptaka z rodziny monarek (Monarchidae). Występuje w Australii, z wyjątkiem jej centralnej i zachodniej części, oraz na południu Nowej Gwinei.

## Systematyka

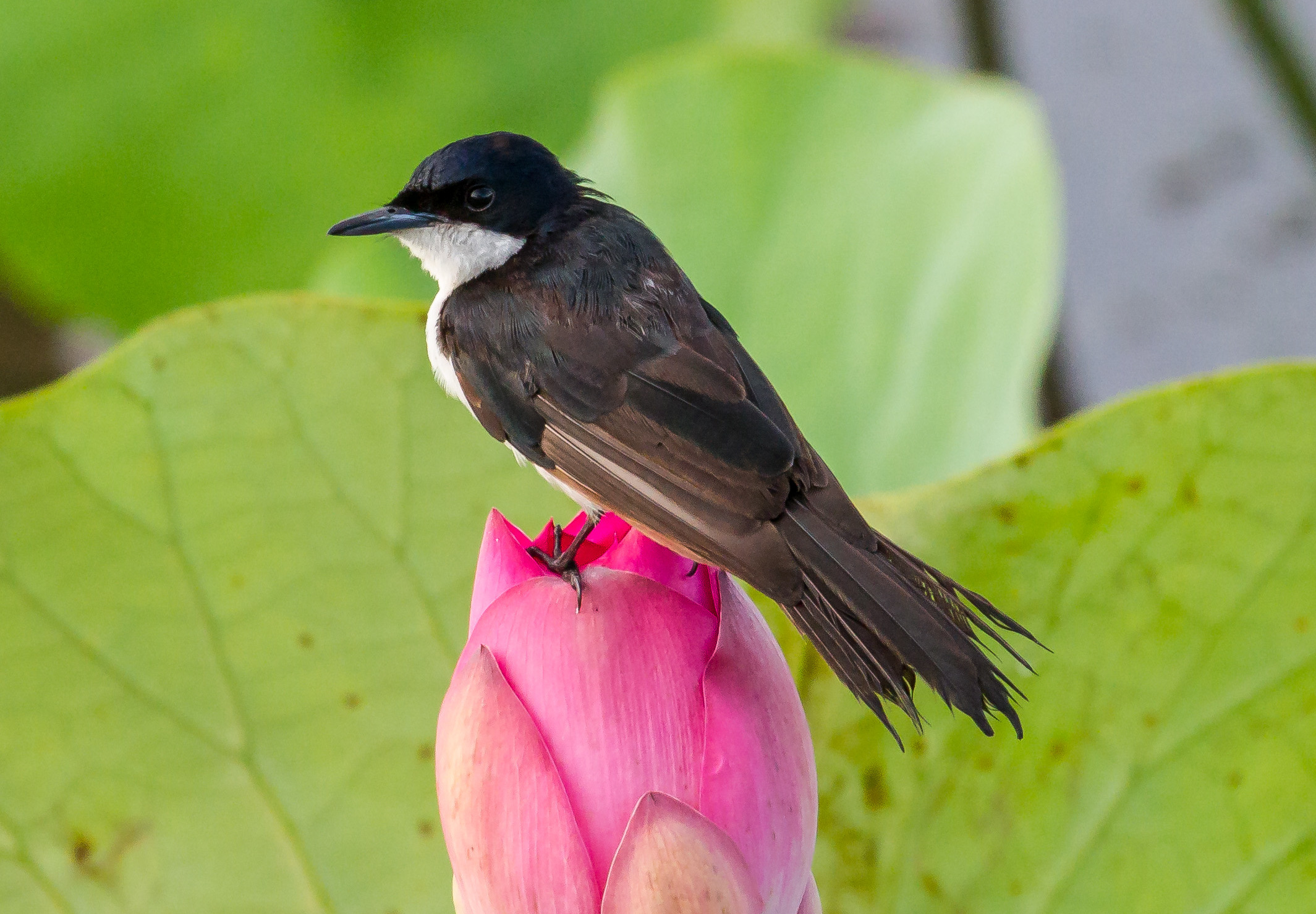
Osobnik z podgatunku nana

Autorzy Kompletnej listy ptaków świata wyróżniają dwa podgatunki M. inquieta:
- M. (i.) nana (Gould, 1870) – muszarka wachlarzowata – południowa Nowa Gwinea, północna Australia[5]
- M. (i.) inquieta (Latham, 1801) – muszarka białogardła – południowo-zachodnia Australia Zachodnia, środkowo-wschodni Queensland na południe po stan Wiktoria i południową Australię Południową[2]

Obecnie wielu autorów uznaje je za osobne gatunki, gdyż różnią się od siebie upierzeniem, strukturą dzioba, rozmiarami i wokalizacją.

## Morfologia
- długość ciała: 16–21 cm
- masa ciała: średnio 20 g

Nie występuje widoczny dymorfizm płciowy. Głowa, grzbiet i sterówki granatowoczarne, połyskliwe. Skrzydła szarobrązowe. Spód ciała, w tym gardło, są białe, na bokach występuje jednak barwa płowa o zmiennym odcieniu. Osobniki młodociane są podobne do dorosłych, lecz bardziej matowe i mają jasne brzegi lotek.

## Ekologia i zachowanie
ŚrodowiskoSkrub, obszary rolnicze, widne lasy i zadrzewienia, zazwyczaj w pobliżu wody.
PożywienieOdżywia się bezkręgowcami, jak pająki i stonogi. Zazwyczaj żeruje pojedynczo lub w parach. Rzadko schodzi na ziemię, woli polować na owady z gałęzi (z czatowni).
GłosDysponuje bogatym repertuarem dźwięków. Najczęściej odzywa się czystym, melodyjnym, wysokim tu-łii, często szorstkim brzęczeniem; zaś w trakcie lotu wydaje metaliczne dźwięki, nierzadko kończące się klekotem. Z powodu tych wydawanych w trakcie lotu syczących lub zgrzytliwych odgłosów, w Australii jest nazywana Scissors Grinder.
LęgiOkres lęgowy trwa od lipca do stycznia. Gniazdo ma kształt kubeczka utworzonego z kory zmieszanej z trawą, spojonych pajęczyną. W lęgu są 3–4 jaja; wysiadywanie trwa 14 dni. Pisklęta pozostają w gnieździe 2 tygodnie po wykluciu. W ciągu jednego sezonu muszarka białogardła może wyprowadzić do trzech lęgów. Młode rozpraszają się wkrótce po opierzeniu.

## Status
IUCN od 2016 roku klasyfikuje oba podgatunki muszarki białogardłej jako osobne gatunki i zalicza je do kategorii LC (Least Concern – najmniejszej troski). Liczebność populacji obu tych taksonów nie została oszacowana, ale opisywane są jako lokalnie dość pospolite. Trend liczebności obu populacji uznawany jest za spadkowy.